# روابط ایران و ترکمنستان
روابط ایران و ترکمنستان (انگلیسی: Iran–Turkmenistan relations) دارای بیش از ۱۰۰۰ کیلومتر مرز مشترک هستند. دو کشور دارای روابط خوبی بعد از استقلال ترکمنستان از اتحاد جماهیر شوروی در سال ۱۹۹۱ هستند. ایران جزو اولین کشورهایی بود که استقلال ترکمنستان را به رسمیت شناخت. از آن به بعد دو کشور روابط خوبی داشته و در زمینه اقتصادی، حمل و نقل، پیشرفت‌های زیربنایی و انرژی همکاری مناسبی داشته‌اند.

## تجارت
ایران بعد از روسیه بیشتر حجم مبادلات تجاری را با ترکمنستان دارا می‌باشد. خط راه‌آهن تاجان- مشهد- سرخس، خط لوله گاز ۱۳۹ میلیون دلاری کورپیه-کردکوی در غرب ترکمنستان و سد دوستی ۱۶۷ میلیون دلاری در جنوب این کشور در یک همکاری اقتصادی ساخته شد. خط انتقال برق بلخان‌آباد- علی‌آباد و چندین پروژه دیگر مانند گسترش برنامه ارتباطی فیبر نوری، ساخت انبارهای بزرگ و سایر پروژه‌ها در مرو و پالایشگاه ترکمن‌باشی، ساخت ترمینال گاز مایع، ساخت اتوبان مثال‌هایی از گسترش روابط دوجانبه دو کشور می‌باشد. در سال ۲۰۰۹ حدود ۱۰۰ پروژه صنعتی در ترکمنستان ساخته یا در حال ساخت با کمک ایران بود.
به دلیل پایین آمدن قیمت گاز و نفت در اواخر دهه ۲۰۰ میلادی، حجم تبادلات سالانه دو کشور از ۳٫۲ میلیارد دلار در سال ۲۰۰۸ به ۱٫۲ میلیارد دلار در سال ۲۰۰۹ کاهش پیدا کرد. صادرات ترکمنستان به ایران در ماه‌های ژانویه- سپتامبر ۲۰۰۷ به میزان ۴۲ درصد افزایش پیدا کرد. صادرات اصلی ترکمنستان به ایران شامل گاز طبیعی، محصولات نفتی و پتروشیمی و همچنین منسوجات می‌باشد. ترکمنستان در سال ۲۰۱۰ حدود ۸ میلیارد متر مکعب گاز به ایران فروخت در حالی که در سال ۲۰۰۵ این میزان حدود ۵٫۸ میلیارد متر مکعب بوده‌است. ترکمنستان حدود ۵ درصد نیازهای گاز ایران را تأمین می‌کند. هر دو کشور خط تأمین گاز طبیعی دولت‌آباد- سرخس- خانگیران را در سال ۲۰۱۰ افتتاح کردند که صدور ۲۰ میلیارد متر مکعب در سال به ایران را تأمین می‌کند.
در سال ۲۰۲۱ همزمان با ریاست جمهوری ابراهیم رئیسی قرارداد سه جانبه سواپ در حاشیه اجلاس سازمان همکاری‌ اقتصادی (اکو) با حضور رئیس جمهور ایران و الهام علی‌اف، رئیس جمهور آذربایجان و وزرای نفت دو کشور امضا شد.
ایران با سواپ (ترانزیت) دو میلیارد مترمکعب گاز سالانه ترکمنستان به آذربایجان از طریق خاک ایران توافق کرد. بر اساس این توافق، ترکمنستان روزانه ۵ تا ۶ میلیون مترمکعب گاز به جمهوری آذربایجان می‌فروشد. این گاز از مسیر ایران به جمهوری آذربایجان ترانزیت خواهد شد. ایران گاز مصرفی مورد نیاز خود در پنج استان شمالی کشورش را نیز از حق انتقال این گاز برداشت خواهد کرد. قرارداد امضا شده از اول دی‌ماه سال جاری بدون سقف زمانی اجرا می‌شود.ترانزیت گاز ترکمنستان به آذربایجان می‌تواند برای اقتصاد ایران سودمند و درآمدزا باشد و تمایل ایران برای بهره‌برداری از امکانات جغرافیایی و استراتژیک برای انتقال انرژی منطقه را بیشتر کند.
ایران همچنین در حال حرکت برای حل و فصل مناقشه گازی طولانی مدت با ترکمنستان است که در اواخر سال 2017 اعلام کرد که 1.8 میلیارد دلار بابت پرداخت گاز تحویلی به تهران طلبکار است.

## حمل و نقل

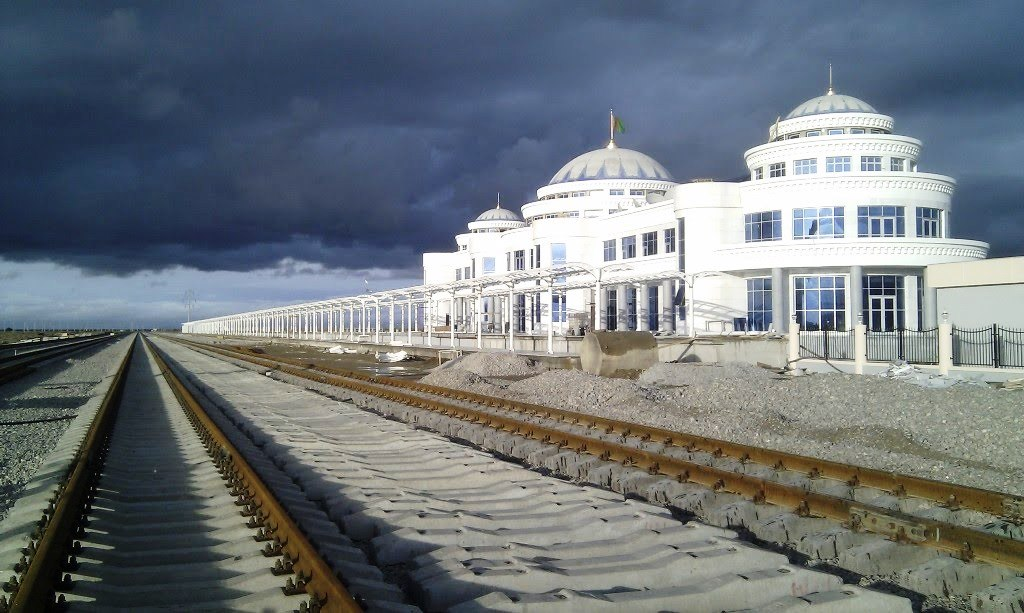
شهر برکت محل عبور راه‌آهن حمل و نقل و دریای شمال و جنوب است.

### راه‌آهن
شهر برکت یکی از نقاط گرهی مهم در حمل و نقل خط آهن خزر و حمل و نقل راه‌آهن شمال- جنوب می‌باشد. خط آهن قزاقستان- ترکمنستان- ایران بخشی از کریدور حمل و نقل شمال به جنوب بطول ۶۷۷ کیلومتر (۴۲۱ مایل)، قزاقستان و ترکمنستان را به ایران و خیلج فارس وصل می‌کند. این خط آهن شهر اوزن در قزاقستان را به شهر برکت-اترک در ترکمنستان وصل کرده و به شهر گرگان در استان گلستان ایران ختم می‌شود. در ایران خط آهن به شبکه خط آهن ملی وصل شده و تا خلیج فارس ادامه پیدا می‌کند.
۳۱۱ کیلومتر (۱۹۳ مایل) بین شهر برکت و بوژان در ترکمنستان توسط بانک توسعه آسیایی تأمین مالی شد. این قرارداد بین دولت ترکمنستان در فوریه ۲۰۱۰ با وام ۳۵۰ میلیون دلاری به عنوان یک کمک ویژه تکنیکی سرمایه‌گذاری شد. این پروژه وام برای نصب سیستم هشداری و وسایل ارتباطی در مسیر خط آهن و تأمین وسایل و تجهیزات برای تعمیر و نگهداری آنها، مشاورت، مدیریت و نظارت بر ساخت مورد استفاده قرار گرفت. این پروژه یک وام ۳۷۱٫۲ میلیون دلاری از بانک پیشرفت اسلامی در سال ۲۰۱۰ نیز دریافت کرد.
در مه سال ۲۰۱۳، ۳۱۱ کیلومتر (۱۹۳ مایل) برکت- اوژان از ۶۷۷ کیلومتر (۴۲۱ مایل) کریدور خط شمال- جنوب بپایان رسید. در فوریه ۲۰۱۴، ۲۵۶ کیلومتر (۱۵۹ مایل) بین شهر برکت و اترک نیز تکمیل شد. در حال حاضر ایستگاه‌های خط آهن در طول این خط جدید در حال ساخت می‌باشد.
خط آهن ایران- ترکمنستان- قزاقستان در اکتبر سال ۲۰۱۴ به صورت رسمی افتتاح شد.
شهر برکت (کازاندژیک) یک شاهراه استراتژیک مهم در خط آهن حمل و نقل راه‌آهن خزر (دریای خزر، ترکمنستان، ازبکستان و شرق قزاقستان) و راه‌آهن ارتباطی شمال به جنوب می‌باشد. این شهر دارای یک تعمیرگاه بزرگ لوکوموتیو و یک ایستگاه مدرن مسافربری خط آهن دارد.

## اختلافات توافق گازی
با شدت گرفتن تحریم‌ها، دولت دهم توافقنامه‌ای با ترکمنستان امضا کرد که بر اساس آن، بجای پول گاز، ایران خدمات فنی، کالا، محصولات پتروشیمی، تجهیزات راه‌سازی و حمل‌ونقل و … به ترکمنستان صادر می‌کرد. با روی کار آمدن بیژن نامدار زنگنه در وزارت نفت در شهریور ۹۲ طی توافقی جدید با ترکمنستان و طی یک الحاقیه جدید قراردادی، ایران علاوه بر تعهد پرداخت ارزی پول گاز، جریمه دیرکرد را نیز قبول کرد و به طوری که هر ماه تأخیر در پرداخت هر صورتحساب گازی ترکمنستان، منجر به پرداخت درصدی مشخص بابت دیرکرد می‌شد.
با تعهدی که وزارت نفت به ترکمن گاز داده بود، دی‌ماه ۹۵ میزان بدهی ایران به مرز ۲ میلیارد دلار رسید تا ترکمن‌ها خواستار تعیین تکلیف طلب خود شدند و بر اساس قرارداد، ایران را تهدید کردند اگر پول گاز پرداخت نشود جریان گاز بر مبنای یکی از بندهای قرارداد، قطع می‌شود.
در ۳۰ دسامبر ۲۰۱۶ یک توافقنامه جدید گازی ۵ ساله بین ایران و ترکمنستان امضا شد. این توافقنامه بعد از این بود که ترکمنستان تهدید کرده بود که به دلیل بدهی‌های معوقه ایران، صدور گاز به ایران را قطع خواهد کرد. این بدهی که بابت صدور گاز ترکمنستان به ایران بوده‌است به میزان ۱٫۸ میلیارد دلار بوده که مربوط به سال‌های ۸۶ و ۸۷ است و بعد از ۱۰ سال هنوز پرداخت نشده‌است. ایران گفته‌است که این بدهی را قبول ندارد و باید به داوری بین‌المللی ارجاع شود.
در تاریخ ۱ ژانویه ۲۰۱۷ ترکمنستان ارسال گاز به ایران را قطع کرد و این در حالی است که دو روز پیش یک توافق‌نامه تمدید صادرات گاز ترکمنستان به ایران به امضا رسیده بود. ترکمنستان ادعا کرده‌است که ۲ میلیارد دلار از ایران طلب دارد و تا حل اختلاف این میزان بدهی، صادرات گار به ایران را ادامه نخواهد داد.
ایران سالانه حدود ۹ میلیارد متر مکعب گاز از ترکمنستان وارد می‌کند که تنها بخشی از استان‌های شمالی و شرق کشور را با آن می‌تواند تأمین کند. در استان خراسان تنها یک پالایشگاه و یک میدان گازی وجود دارد که قادر به تأمین نیاز گازی استان‌های شمالی و شرق کشور به‌طور خاص در زمستان نمی‌باشد.
اما در سال ۲۰۲۱ همزمان با ریاست جمهوری ابراهیم رئیسی قرارداد سه جانبه سواپ در حاشیه اجلاس سازمان همکاری‌ اقتصادی (اکو) با حضور رئیس جمهور ایران و الهام علی‌اف، رئیس جمهور آذربایجان و وزرای نفت دو کشور امضا شد.
ایران با سواپ (ترانزیت) دو میلیارد مترمکعب گاز سالانه ترکمنستان به آذربایجان از طریق خاک ایران توافق کرد. بر اساس این توافق، ترکمنستان روزانه ۵ تا ۶ میلیون مترمکعب گاز به جمهوری آذربایجان می‌فروشد. این گاز از مسیر ایران به جمهوری آذربایجان ترانزیت خواهد شد. ایران گاز مصرفی مورد نیاز خود در پنج استان شمالی کشورش را نیز از حق انتقال این گاز برداشت خواهد کرد. قرارداد امضا شده از اول دی‌ماه سال جاری بدون سقف زمانی اجرا می‌شود.ترانزیت گاز ترکمنستان به آذربایجان می‌تواند برای اقتصاد ایران سودمند و پردرآمد باشد و تمایل ایران برای بهره‌برداری از امکانات جغرافیایی و استراتژیک برای انتقال انرژی منطقه را بیشتر کند.
ایران همچنین در حال حرکت برای حل و فصل مناقشه گازی طولانی مدت با ترکمنستان است که در اواخر سال 2017 اعلام کرد که 1.8 میلیارد دلار بابت پرداخت گاز تحویلی به تهران طلبکار است.

## دیدارهای سیاسی
در ۷ نوامبر ۲۰۱۶ یک هیئت از ترکمنستان شامل: صفر بردی نیازاوف (فرستاده ویژه وزارت امور خارجه ترکمنستان)، مراد ناظاروف (مشاور وزیر امورخارجه ترکمنستان)، آمانگلدی رحمانوف (رئیس دانشکده روابط بین‌الملل وزارت امور خارجه ترکمنستان)، آمانگلدی بایراموف (عضو هیئت دیپلماتیک) و احمد قربانف (سفیر ترکمنستان در تهران) در یک جلسه بررسی روابط ایران و ترکمنستان با هیئت ایرانی دیدار کرده و به ارائه دیدگاه‌ها و تبادل نظر پرداختند. هیئت ایرانی در این دیدار شامل: سید محمدموسی هاشمی گلپایگانی (سفیر سابق جمهوری اسلامی ایران در ترکمنستان)، بهرام امیراحمدیان (استاد دانشگاه و عضو شورای علمی ایراس)، ولی کوزه‌گر کالجی (پژوهشگر ارشد و عضو شورای علمی ایراس) بود.

## اختلافات دو کشور
در اوت ۲۰۱۶ ترکمنستان تعرفهٔ گمرکی کامیون‌های ایرانی را افزایش داده و مرز باجگیران را به روی کامیون‌ها و مسافران ایران بست و از طرف دیگر نمایشگاه اقتصادی «ایران پروژه» در ترکمنستان را نیز لغو کرد.
در سال‌های اخیر، پلیس ترکمنستان اقدام به بازداشت رانندگان کامیون و افرادی که به ترکمنستان می‌رفتند را در مرز کرده‌است و به دلیل عدم وجود توافقنامه تبادل زندانیان، این افراد بعضاً بیش از ۵ سال است که در زندان‌های ترکمنستان به‌سر می‌برند و این موضوع تبدیل به یک اختلاف مرزی بین دو کشور شده‌است. در تاریخ اول مه ۲۰۱۷ در یک جلسه بین سفیر ترکمنستان در ایران، احمد قربانف، با رئیس مرکز اطلاع‌رسانی و امور بین‌الملل وزارت کشور ایران، رمضان شجاعی کیاسری به بررسی مسائل مرزی و گمرکی و تجاری و گسترش روابط دو کشور پرداختند.

## روابط اقتصادی

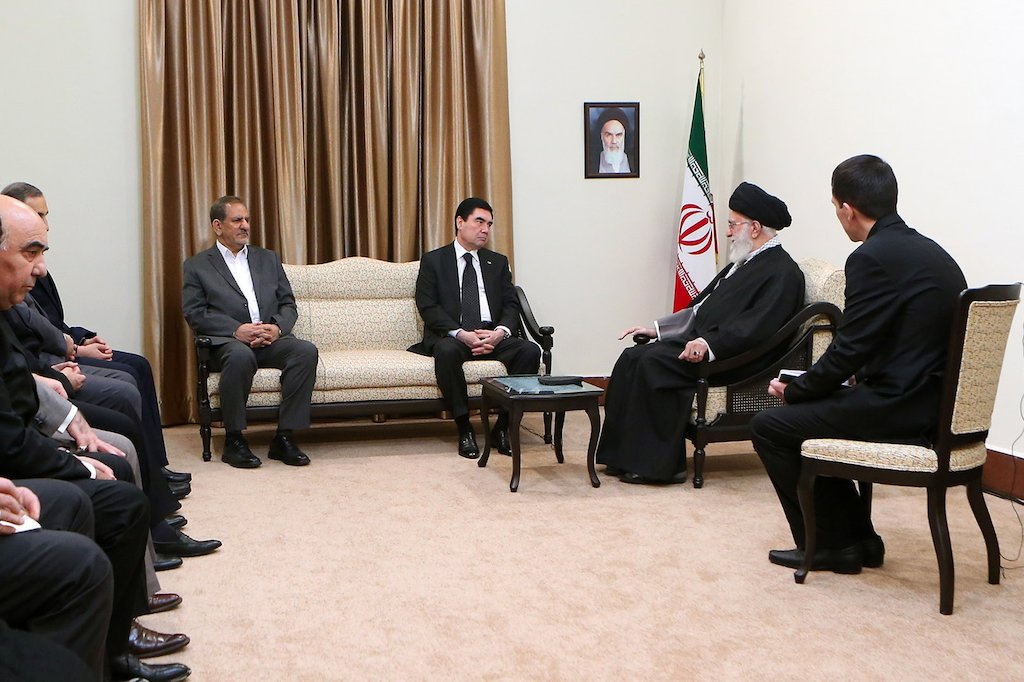
ملاقات مقامات دو کشور

چهاردهمین نمایشگاه اختصاصی ایران در ترکمنستان پس از چهار سال وقفه در بهمن ماه ۱۴۰۱ با حضور ٩٨ شرکت دولتی و خصوصی در حوزه‌های مختلف تولیدی در ۴۵۰۰ متر فضای نمایشگاهی در شهر عشق آباد افتتاح شد.